# Marhashi
Le Marhashi (autres formes Marhaši ou Warahshe ou Barahshe ou Barhasi ou encore Purushum ou Parhasi) est un ancien royaume du plateau iranien, qui s'est développé entre 2500 et 1900 a.v. J.-C. environ. 
Son histoire nous est connue par les relations qu'il a entretenues avec son voisin le royaume d'Élam et les États mésopotamiens contemporains, notamment les Empires d'Akkad et d'Ur III. 

## Localisation
Le Marhashi était autrefois placé dans le Zagros occidental, mais il a été démontré qu'il se trouvait en fait plus à l'est, entre l'Élam et la vallée de l'Indus (Meluhha dans les textes mésopotamiens), en contact avec la civilisation de Harappa et des cultures du golfe Persique comme celle de Dilmun (Bahreïn). 
La localisation exacte de cette région reste débattue : est-ce la région de Jiroft, où des sites archéologiques de la période ont été mis au jour, ou bien plus au nord, autour du site archéologique de Shahdad, ou encore plus loin vers l'est, au même emplacement que la Gédrosie de l'époque hellénistique ? 
Marhashi est aussi mentionné pour ses relations commerciales avec les royaumes mésopotamiens, auxquels il fournit notamment des pierres de valeur (stéatite, chlorite, agate, cornaline, lapis-lazuli) et des animaux (brebis, ours, chiens, singes, éléphants, zébus).

## Histoire
La première attestation du Marhashi se trouve dans un texte de Lugalannemundu (ou Lugal-Anne-Mundu, v. 2600 av. J.-C.), roi de la ville sumérienne d'Adab à cette époque, qui affronte son roi Migir-Enlil. 
L'apogée de ce royaume arrive plus tardivement, à l'époque de l'empire d'Akkad, dont les souverains combattent souvent une coalition de royaumes iraniens, emmenée par les rois élamites d'Awan et ceux de Marhashi, qui apparaissent comme leurs alliés traditionnels. 
Sargon d'Akkad (2334 - 2279 av. J.-C.) est le premier à les vaincre, vers la fin du XXIVe siècle av. J.-C.. Le roi d'Akkad suivant, Rimush (2279 - 2270 av. J.-C.) doit lutter contre une alliance du roi Abalgamash de Marhashi avec celui d'Awan, Khita ou Luhî-Ishshan, qu'il défait. Puis, le roi d'Akkad Naram-Sin (2255 – 2218 av. J.-C.) bat l'alliance du roi Khita avec le roi de Marhashi Hubshumkipi. D'autres spécialistes donnent, là, le roi d'Awan Hishep-Ratep (v. 2315 av. J.-C.).
Après la chute du royaume d'Akkad, un nouvel empire mésopotamien émerge vers la fin du XXIIe siècle av. J.-C. depuis la ville d'Ur, et ses souverains tentent à leur tour d'étendre leur influence en direction du plateau iranien. Ils se heurtent eux aussi à une coalition formée par le Marhashi et d'autres royaumes iraniens (Simashki, Anshan, Zabshali). 
Le roi d'Ur Shulgi (v. 2094/2047 av. J.-C.) tente d’arrêter la progression de la dynastie de Simashki en mariant l'une de ses filles, Nialimmidashu, au roi de Marhashi Libanukshabash, et une autre au roi d'Anshan. Mais c'est peine perdue, car son successeur Amar-Sin (2047-2038 av. J.-C.) doit à nouveau combattre ce royaume, dirigé par un nouveau souverain, Arwilukpi. 
Après la chute de l'Empire d'Ur, vers 2004 av. J.-C., le royaume de Marhashi ne se trouve plus dans l'horizon géopolitique des royaumes mésopotamiens, qui se fixe moins sur le plateau iranien, dominé par l'Élam. Il disparaît donc peu à peu des textes mésopotamiens, et son histoire nous est dès lors inaccessible. 
Sa chute se produit vraisemblablement vers 1800/1700 av. J.-C., quand s'effondrent plusieurs cultures iraniennes, en même temps que leur grande voisine, la civilisation de l'Indus.

## Souverains de Marhashi
- Migir-Enlil (contemporain de Lugalannemundu d'Adab)
- Abalgamash (en) (de Rimush d'Akkad)
- Hubshumkipi (de Naram-Sin d'Akkad)
- Libanukshabash, et son sukkal (« ministre », « vizir »)  Hashibatal (contemporain de Shulgi d'Ur)
- Arwilukpi, et son sukkal Pariashum (contemporain d'Amar-Sin d'Ur)
- Mashhundahli (contemporain d'Ibbi-Sin d'Ur)